# Nőtincs
Nőtincs é um município da Hungria, situado no condado de Nógrád. Tem 20,47 km² de área e sua população em 2015 foi estimada em 1.038 habitantes.